# Transport kolejowy w Kosowie

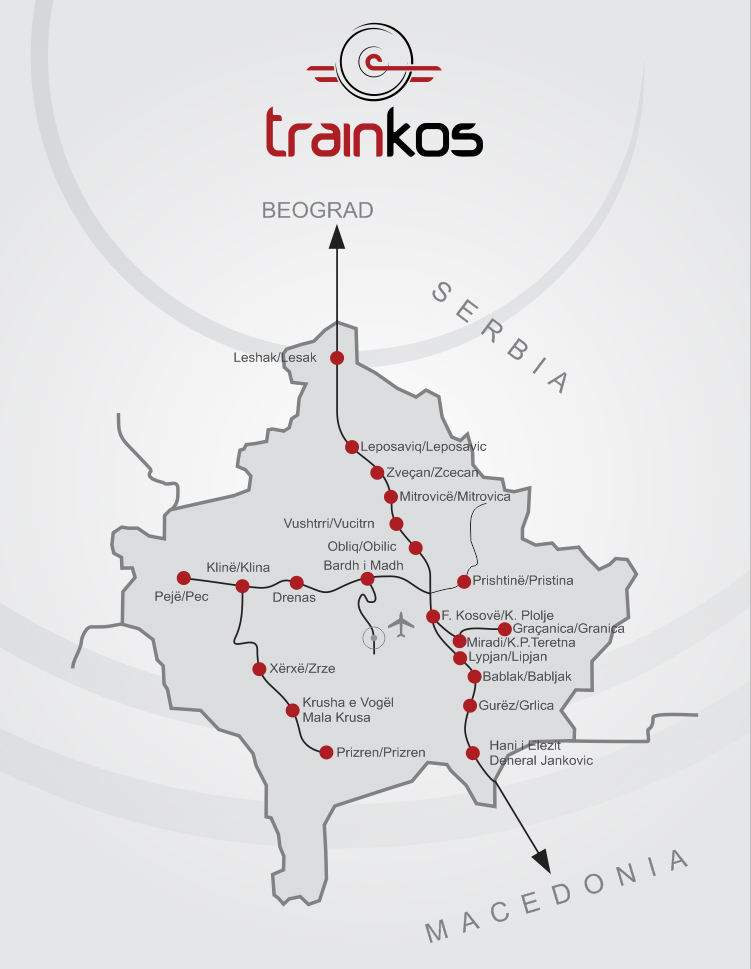
Mapa linii kolejowych Kosowa

Transport kolejowy w Kosowie – system transportu kolejowego w Kosowie. Składa się z linii kolejowych o długości 333,451 km oraz dodatkowych 103,4 km linii towarowych. Łączy wszystkie najważniejsze centra w kraju, z wyjątkiem Djakowicy i Gnjilane. Narodowym przewoźnikiem jest spółka Trainkos (alb. Hekurudhat e Kosovës), a zarządcą infrastruktury kolejowej – spółka Infrakos.

## Historia
Pierwsza linia kolejowa na terenie obecnego Kosowa powstała w czasach imperium osmańskiego. Łączyła ona Đeneral Janković (Hani i Elezit, dziś przy granicy z Macedonią), Kosowe Pole i Mitrowicę. W 1931 roku powstało przedłużenie linii z Mitrowicy do Lešak, w 1934 z Kosowego Pola do Prisztiny, w 1936 z Kosowego Pola do Peć, w 1949 z Prisztiny przez Podujevo do Livadicy przy granicy z Serbią, a w 1963 z Kliny do Prizren.
W 2017 roku spółka Infrakos, zajmująca się utrzymaniem infrastruktury kolejowej, zaaplikowała o pożyczkę z Europejskiego Banku Odbudowy i Rozwoju w celu wyremontowania 148 km linii kolejowej pomiędzy granicą z Serbią w pobliżu Mitrowicy do Đeneral Janković.
Także w 2017 roku Trainkos ogłosił zawieszenie ruchu pasażerskiego na dwóch spośród trzech czynnych tras kolejowych: Prisztina – Peć oraz Kosowe Pole – Đeneral Janković. Spowodowane to było niewystarczającym finansowaniem ze środków publicznych. W ten sposób czynna pozostała jedynie międzynarodowa trasa z Prisztiny do Skopje. Dwa miesiące później, w październiku, ruch na trasie Prisztina – Peć został wznowiony.

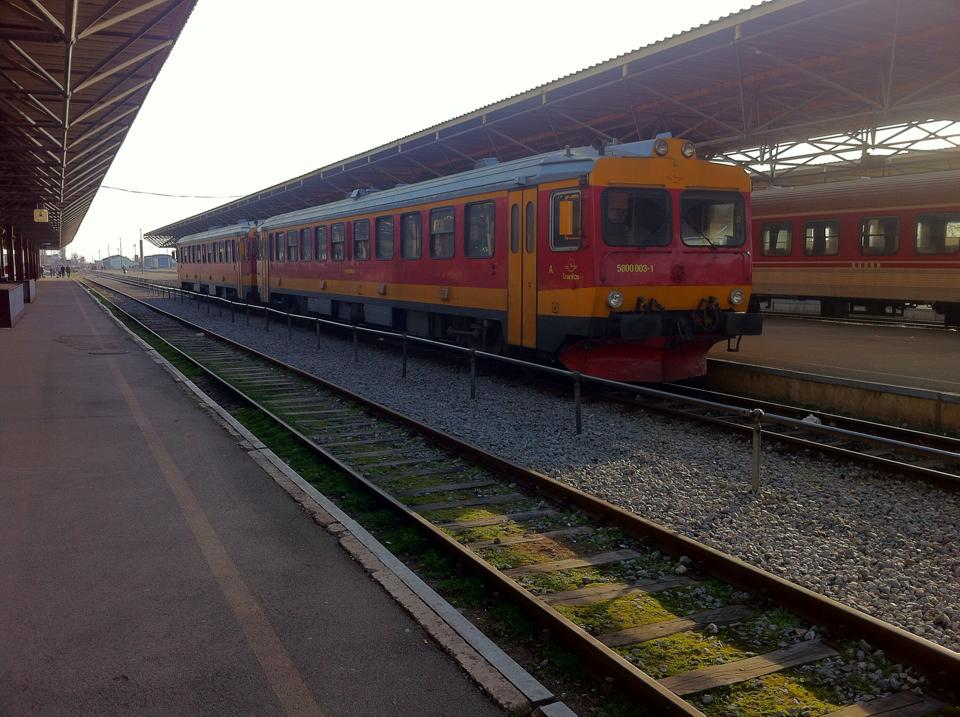
Wagon silnikowy Y1

## Połączenia międzynarodowe
Kosowo ma połączenia kolejowa z dwoma spośród czterech sąsiadów:
- Macedonia Północna – przejście graniczne w Đeneral Janković
- Serbia – czynne przejście graniczne w Lešak oraz nieczynne w Merdare. Regularne połączenia kolejowe pomiędzy stacją Kosovska Mitrovica Sever a serbskim Kraljevem (2 dziennie w lutym 2022) są obsługiwane przez Koleje Serbskie[7].